# Bibiou
Bibiou est une commune rurale située dans le département de Bagaré de la province du Passoré dans la région Nord au Burkina Faso.

## Géographie
Bibiou est situé à 7,5 km à l'est de Bagaré, le chef-lieu du département, et à environ 35 km au sud-ouest du centre de Yako. La ville est à mi-chemin entre Bagaré et Lâ-Todin sur la route régionale 21.

## Santé et éducation
Le centre de soins le plus proche de Bibiou est le centre de santé et de promotion sociale (CSPS) de Bagaré tandis que le centre médical avec antenne chirurgicale (CMA) de la province se trouve à Yako.